# نارپس
نارْپِس (Finland Swedish: [ˈnærp:es] ; فنلاندی: Närpiö [ˈnærpiø]) یک شهر در غرب فنلاند و بخشی از منطقه اوستروبوتنیا است.
جمعیت این شهر ۹٬۵۷۰ نفر است و مساحت آن ۲٬۳۳۴٫۱۵ کیلومتر مربع (۹۰۱٫۲۲ مایل مربع) که ۲٬۳۲۶٫۱۹ کیلومتر مربع (۸۹۸٫۱۵ مایل مربع) آن آب و تراکم جمعیت ۹٫۶۴ ساکن در هر کیلومتر مربع (۲۵٫۰ ساکن در هر مایل مربع) است.
از نظر اقتصادی، شهر به دلیل کشت گلخانه‌ای گسترده گوجه فرنگی و تولید تریلر برای کامیون‌ها شناخته شده‌است.
نارْپِس از سال ۲۰۱۶ یک شهر دو زبانه است. پیش از آن، این شهر آخرین شهر سوئدی زبان یک‌زبانه درسراسر فنلاند بود. اکثر مردم محلی به زبان سوئدی استروبوتنی صحبت می‌کنند.
مهمترین جاده‌های اصلی در نارْپِس جاده ملی فنلاند ۸ بین تورکو و واسا و جاده ملی فنلاند ۶۷ بین کاسکینن و سینه‌یوکی هستند.

## تاریخ
اسناد تاریخی وجود نارْپس را حداقل از سال ۱۳۳۱ تأیید می‌کنند. زمانی که نیکلاس بنگتسون کالاهایی را نزد اسقف بنگت، در تورکو گرو گذاشت.
در سال ۱۳۴۸ در زمان پادشاهی ماگنوس چهارم اولین بازارهای رسمی در اوستروبوتنیا ایجاد شد.

## جمعیت‌شناسی

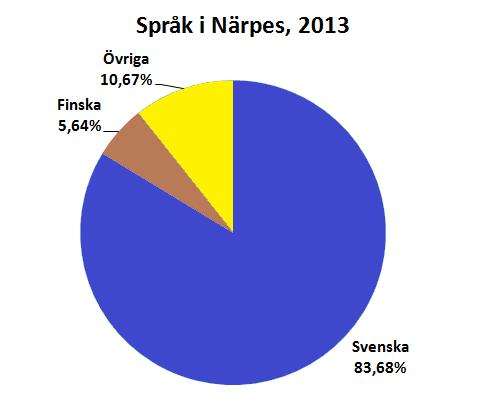
زبان‌هایی که به‌طور بومی در نارپس صحبت می‌شوند. ۲۰۱۳: آبی: زبان سوئدی، قهوه‌ای: زبان فنلاندی و زرد: زبان‌های دیگر

نارْپس مهاجران زیادی را جذب کرده و همچنین از پناهندگان استقبال کرده‌است.
بزرگترین گروه‌های مهاجر:
1. ویتنام (۴۰۳)
2. بوسنی و هرزگوین (۳۸۸)
3. سوئد (۲۵۴)
4. یوگسلاوی (۲۵۴)
5. تایلند (۵۸)
6. روسیه (۵۴)
7. اوکراین (۵۱)
8. استونی (۴۲)
9. کروواسی (۳۲)
10. لیتوانی (۳۰)
11. ایالات متحده آمریکا (۲۸)
12. اکوادور (۲۵)

### شهرهای خواهرخوانده
- اکرانس، ایسلند
- بامبل، نروژ
- تندر، دانمارک
- بخش وسترویک، سوئد

## نگارخانه

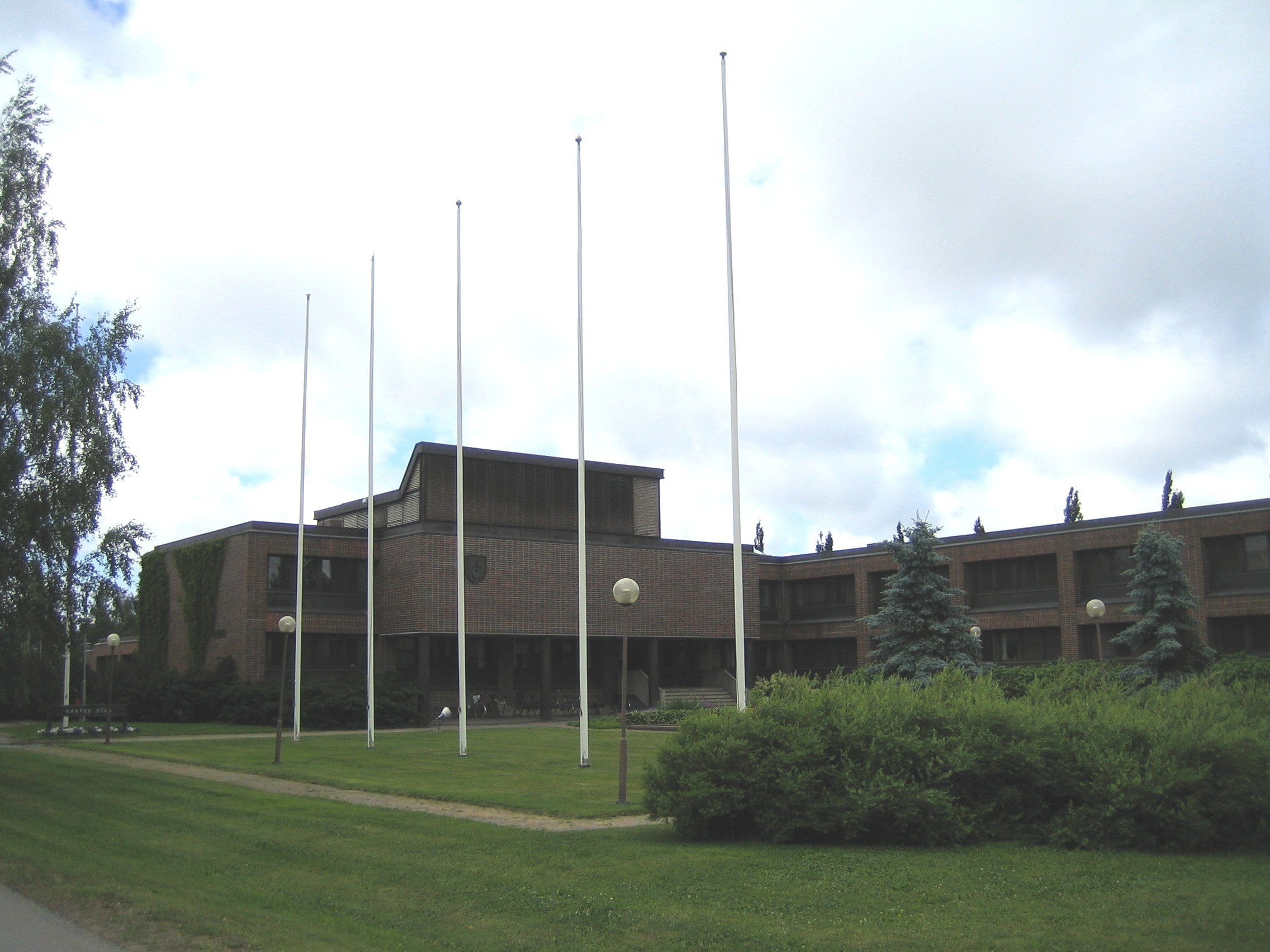
ساختمان شورای شهر
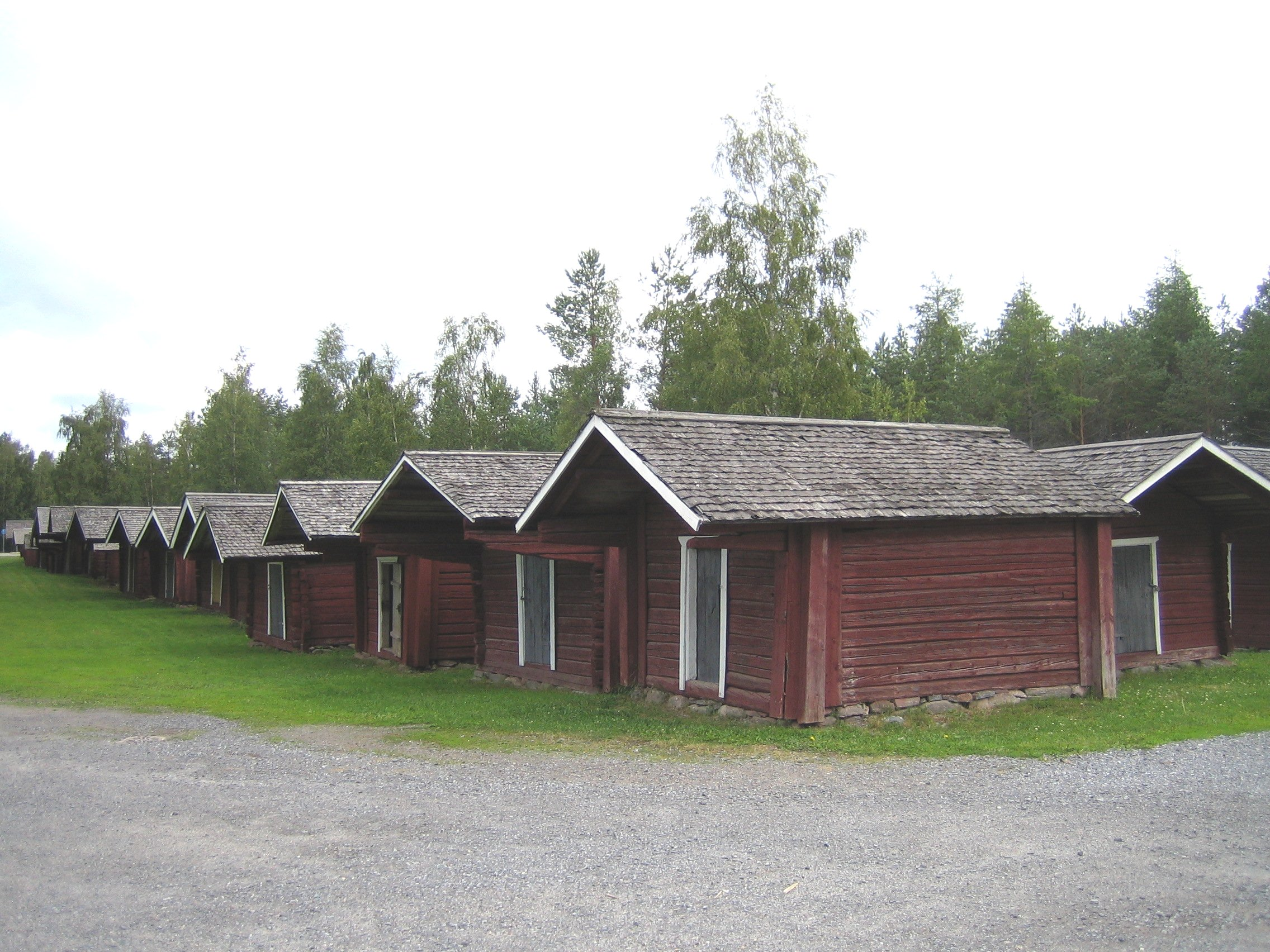
بیش از ۱۰۰ اصطبل کوچک قدیمی در مقابل کلیسای نارپس وجود دارد.
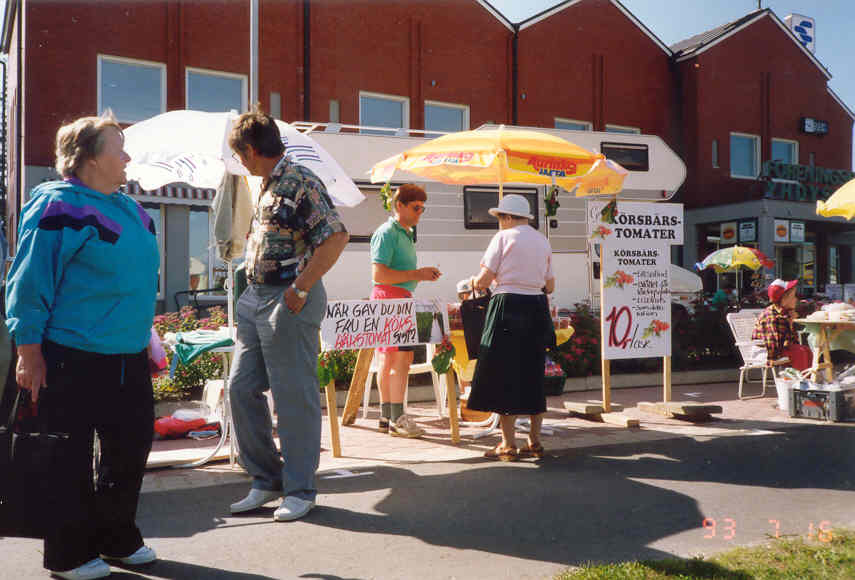
جشنواره گوجه‌ فرنگی ۱۹۹۳